# Гехтман, Михаил Яковлевич
Михаил (Моисей) Яковлевич Гехтман (21 августа 1901, Павлоград, Екатеринославская губерния, Российская империя — 6 сентября 1973, Кишинёв, Молдавская ССР, СССР) — советский врач, учёный-медик, организатор здравоохранения, гигиенист и историк медицины. доктор медицинских наук (1963), профессор, заслуженный врач Молдавской ССР (1957), заслуженный деятель науки Молдавской ССР (1966).

## Биография
Среднее образование получил в Павлограде и Симферополе. Учился в Крымском медицинском институте, в 1926 году окончил медицинский факультет Саратовского университета. В 1926—1927 годах работал врачом в Крыму, в 1927—1931 годах — заведующий санитарно-профилактическим отделом райздравотдела Белогорска, в 1932—1938 годах — старший госсанинспектор Главной санитарной инспекции Наркомздрава Крымской АССР и заведующий санитарно-эпидемиологической станцией в Симферополе, в 1938—1941 годах — главный госсанинспектор Наркомздрава Крымской АССР. С 1936 года занимался научной деятельностью в области организации здравоохранения в симферопольском Научном институте эпидемиологии, микробиологии и санитарии, кандидатскую диссертацию защитил в 1940 году. В 1941 году — заместитель начальника санитарного отдела армии в Крыму. В 1942—1943 годах работал в Куйбышеве, затем во Фрунзе.
В 1944 году назначен главным санинспектором Наркомздрава Молдавской ССР. Одновременно, в 1945—1949 годах — заместитель наркома здравоохранения Молдавской ССР. В 1945 году организовал и возглавил кафедру социальной гигиены, организации здравоохранения и истории медицины Кишинёвского медицинского института, которой заведовал до 1973 года. В 1962—1970 годах — декан факультета усовершенствования врачей этого института. Член ЦК Молдавского Общества Красного Креста. Докторскую диссертацию по теме «Здравоохранение Молдавии» защитил в 1963 году. Был первым председателем Молдавского общества историков медицины и республиканского общества врачей-гигиенистов.
Автор ряда научных трудов по организации медицинской помощи в сельской местности, истории медицины МССР. Возглавлял редколлегию ежегодного сборника «Временная нетрудоспособность рабочих и служащих основных отраслей народного хозяйства Молдавской ССР» (1964—1969).
Жена — Розалия Исааковна Гехтман (1906—1995).

## Монографии
- Скарлатина и дифтерия. Симферополь: Государственное издательство Крымской АССР, 1936.
- Организация и методика санитарно-культурной работы: Краткое пособие для медработников и здравактива. Симферополь: Государственное издательство Крымской АССР, 1936.
- Содержание работы районной санэпидстанции по диспансеризации колхозников, рабочих МТС и совхозов. Кишинёв: Госиздат Молдавии, 1954.
- Очерк развития здравоохранения в Молдавии. Кишинёв: Госиздат Молдавии, 1956.
- Полиомиелит и его предупреждение (Детский спинно-мозговой паралич), совместно с Э. Н. Шляховым. Кишинёв: Госиздат Молдавии, 1956.
- Опыт реорганизации сельского здравоохранения Молдавии. Кишинёв: Госиздат Молдавии, 1956.
- Районная больница в новых условиях: Структура, содержание, формы и методы работы. Кишинёв: Госиздат Молдавии, 1957.
- Здравоохранение Молдавии к 40-летию Великой Октябрьской социалистической революции. Кишинёв: Госиздат Молдавии, 1957.
- Болезнь Боткина в Молдавии. Кишинёв: Госиздат Молдавии, 1957.
- XXI съезд КПСС и перспективы развития здравоохранения в Молдавской ССР. Кишинёв: Госиздат Молдавии, 1959.
- Сельское районное звено здравоохранения в Молдавской ССР. Кишинёв: Картя молдовеняскэ, 1959.
- Некоторые организационные формы сельского здравоохранения Молдавской ССР. Кишинёв: Картя молдовеняскэ, 1960.
- Организация отдыха трудящихся СССР. Кишинёв: Картя молдовеняскэ, 1961 рум. {{{1}}}.
- За дальнейшее улучшение медицинского обслуживания населения МССР. Кишинёв: Картя молдовеняскэ, 1962.
- Сельский пункт здоровья в Молдавской ССР. Кишинёв: Картя молдовеняскэ, 1963.
- Медицинское обслуживание на промышленных предприятиях г. Кишинёва. Кишинёв: Картя молдовеняскэ, 1963.
- Сельское здравоохранение Молдавии на новом этапе. Кишинёв: Партиздат, 1964.
- Содержание работы районной санэпидстанции по диспансеризации сельского населения. Кишинёв: Картя молдовеняскэ, 1964.
- Организационно-методическая работа центральной районной больницы. Кишинёв: Картя молдовеняскэ, 1964.
- Диспансеризация — важнейший метод профилактики. Кишинёв: Картя молдовеняскэ, 1965.
- Здравоохранение Кишинёва. Кишинёв: Картя молдовеняскэ, 1966.
- Методика руководства учреждениями здравоохранения в сельских районах. Кишинёв: Лумина, 1967.
- Опыт работы советов медицинских сестёр в Молдавской ССР. Кишинёв: Молдреклама, 1968.
- Гигиена труда, быта и отдыха — важнейший фактор профилактики болезней. Кишинёв: Картя молдовеняскэ, 1969.